# Wilhelm Ludwig Frommel
Wilhelm Ludwig Frommel (* 4. Dezember 1795 in Kirchberg; † 16. Dezember 1869 in Wieblingen) war ein deutscher evangelischer Geistlicher und Pädagoge.

## Leben
Wilhelm Ludwig Frommel war der Sohn des badischen Beamten Eduard Frommel (1761–1824) und von dessen Frau Louise, geb. Cossäus. Die Familie lebte ab 1801 in Friedrichstal, anschließend in Ichenheim dann in Rastatt. Hier besuchte Frommel ab 1809 das Lyceum. Ab 1813 studierte er an der Ruprecht-Karls-Universität Heidelberg evangelische Theologie. 1813 wurde er Mitglied des Corps Suevia Heidelberg. 1817 wurde er Pfarramtskandidat und Pfarrverweser in Altlußheim, bevor 1818 Prorektor des Gymnasiums in Pforzheim wurde. 1820 wurde er zusätzlich zweiter Diakon in Pforzheim. Im selben Jahr heiratete er seine Cousine Catharina Wilhelmina Wagner. 1824 wurde er erster Diakon in Pforzheim. Ab 1836 war Frommel dann Stadtpfarrer und Dekan in Pforzheim, ab 1840 auch Bezirksschulvisitator.
1834 hielt Frommel die Festrede zur Einweihung des in Pforzheim von Großherzog Leopold (Baden) gestifteten Denkmals zur Erinnerung an die Schlacht bei Wimpfen. 1857 wechselte er auf die Pfarrstelle in Wieblingen bei Heidelberg. Er liegt auf dem Wieblinger Friedhof begraben.

## Familie
Er war der Vater von Wilhelm Christoph Frommel (1829–1896), ebenfalls Pfarrer und Gründer der Kapellengemeinde in Heidelberg und der Großvater des Lyrikers und Theologen Otto Frommel (1871–1951).

## Auszeichnungen
- Ehrenbürger der Stadt Pforzheim (1857)

## Schriften
- De Theopompi Chii epitome Herodotea, comm. atque fragmm. explieuit Guilielmus Frommel. In: Creuzeri Meletemata e disciplina antiquitati, Bd. 3, Leipzig 1819, S. 135ff.
- Hrsg.: Isokrates Rath an Demonikos. Übersetzt aus einer Pfälzischen Handschrift, Pforzheim 1820.
- Hrsg.: Scholia in Aelii Aristidis sophistae Orationes Panathenaicam et Platonicas. Broenner, Frankfurt a. M. 1826.
- Rede bei der Einweihung des Denkmals, welches Ihre Königliche Hoheit, Großherzog Leopold den vierhundert den 6. Mai 1622 bei Wimpfen Gefallenen in der Schloßkirche zu Pforzheim gesetzt und den 6. Mai 1834 einzuweihen geruhten. Pforzheim 1834.
- Rede bei der Einweihung des Denkmals, welches dem Großherzog Carl Friedrich in der Stiftskirche zu Pforzheim gesetzt worden ist. In: Evangelisches Predigermagazin. Bd. 3 (1835), S. 476–482 (Digitalisat).